# Bătălia de la Feldioara
Bătălia de la Feldioara s-a desfășurat în data de 22 iunie 1529, între oastea moldoveană intrată în Transilvania de partea lui Ioan Zápolya pe de o parte și partizanii lui Ferdinand de Habsburg pe de cealaltă parte.
La Feldioara armata moldoveană de 10.000 de oameni cu o artilerie ușoară condusă de vornicul Grozav a reușit să-i înfrângă pe imperiali care aveau o armata de 4.000 de oameni și 50 de tunuri mari și să creeze astfel o situație favorabilă pretendentului Ioan Zápolya, care aspira la tronul Ungariei cu sprijin otoman.
Drept mulțumită pentru intervenția Moldovei, Ioan Zápolya a dăruit lui Petru Rareș cetatea Unguraș, conform înțelegerii încheiate între cei doi în luna mai din același an.
Victoria de la Feldioara a consolidat situația sprijinitorilor lui Zápolya, care au reușit să atragă de partea lor orașele Cluj, Turda, Alba Iulia și Brașov. Acestea au trecut la represalii contra sprijinitorilor lui Ferdinand de Habsburg.

## Luptele
Bătălia de la Feldioara s-a dat la 22 iunie 1529 între oastea moldovenească condusă de domnitorul Petru Rareș pe de o parte și adepții lui Ferdinand de Habsburg de cealaltă parte. Confruntarea a fost inițiată de domnul Moldovei, în sprijinul regelui Ungariei, Ioan Zápolya care era sprijinit de Imperiul Otoman și Polonia.
Lupta a fost apogeul unei serii de evenimente care s-au derulat de la începutul anului 1529. În ianuarie – februarie 1529 Petru Rareș înfăptuiește prima incursiune în Transilvania pentru a-i aduce pe sași și secui sub ascultarea lui Zápolya. Voievodul Transilvaniei a trimis la domnul Moldovei o solie „de l-au poftit ca să-i fie întru ajutoriu împotriva a o samă de domni ungurești, carii nu vrea ca să i să plece și-i făgădui orașul Bistrița cu tot ținutul dintru aceia țară și încă și alte făgăduințe mai multe i-au adeverit că-i va da, numai de-i va birui și să-i plece supt ascultarea lui”, scrie Grigore Ureche în letopisețul său.
Înțelegerea dintre cele două părți s-a încheiat la 11 mai 1529, Ioan Zápolya promițînd „cetatea Bistriței și cu tot ținutul Bistriței și cu veniturile”, în schimbul ajutorului militar. Oștile moldovene au fost împărțite în două: cea care a trecut prin pasul Cîrlibaba, condusă de pîrcălabul Romanului, Danciul Huru și de portarul Sucevei, Onufrie Barbovschi, se îndreaptă spre Ciceu și Bistrița, iar cea care a urmat drumul Oituzului, a fost pusă sub comanda marelui vornic Grozav, care s-a îndreptat spre Brașov.
La Feldioara, aștepta armata de 4 000 de oșteni a celor care-l sprijineau pe Ferdinand I de Austria, condusă de comitele Timișoarei, Valentin Török, Ștefan Mailat, Marcus Pemfflinger și episcopul Nicolae Gerendi. La 22 iunie 1529, vornicul Grozav, în fruntea a circa 10 000 de moldoveni, atacă în forță, luînd prin surprindere oastea lui Ferdinand, care nu a mai putut folosi artileria. În toiul luptei, trupele secuiești au trecut de partea moldovenilor. Astfel a fost creată o situație favorabilă lui Ioan Zápolya, care aspira la tronul Ungariei.
Înfrîngerea imperialilor a fost categorică, cei care au scăpat cu viață au fost puși pe fugă și au lăsat în mîinile moldovenilor cele 50 de tunuri. Ostilitățile au continuat pînă în toamnă, cînd domnul Moldovei Petru Rareș a pătruns cu noi trupe în Transilvania pentru pedepsirea cetăților săsești.
Tratatul încheiat de Rareș cu Brașovul, la 3 noiembrie 1529, pune întreaga Țară a Bârsei sub controlul domnului Moldovei. Rînd pe rînd a fost supusă orice împotrivire.
Succesul acestei campanii l-a obligat pe Ioan Zápolya să pună în practică acordurile tratatului încheiat anterior prin care era recunoscută stăpînirea lui Petru Rareș asupra Bistriței, Ciceului, Ungurașului, a Cetății de Baltă și a întregului ținut al Rodnei. Astfel domnul Moldovei lărgește substanțial domeniul său din Transilvania, ajungînd să stăpînească pe lîngă orașele sus-menționate (Ciceul și Cetatea de Baltă au fost stăpînite încă de părintele său, Ștefan cel Mare) și circa 120 de sate.